# Adriana Carmona
Adriana Carmona (née le 3 décembre 1973 à Puerto La Cruz) est une taekwondoïste vénézuélienne. Elle a obtenu la médaille de bronze lors des Jeux olympiques d'été de 2004 dans la catégorie des plus de 67 kg. En 2000, aux Jeux olympiques de Sydney où elle est le porte-drapeau de la délégation vénézuélienne, elle avait échoué au pied du podium.
En 1992, elle avait pris part aux Jeux olympiques de Barcelone où le taekwondo était en démonstration, prenant la troisième place de la compétition.
Carmona a également été médaillée d'argent aux Championnats du monde en 1993.